# Psí bouda

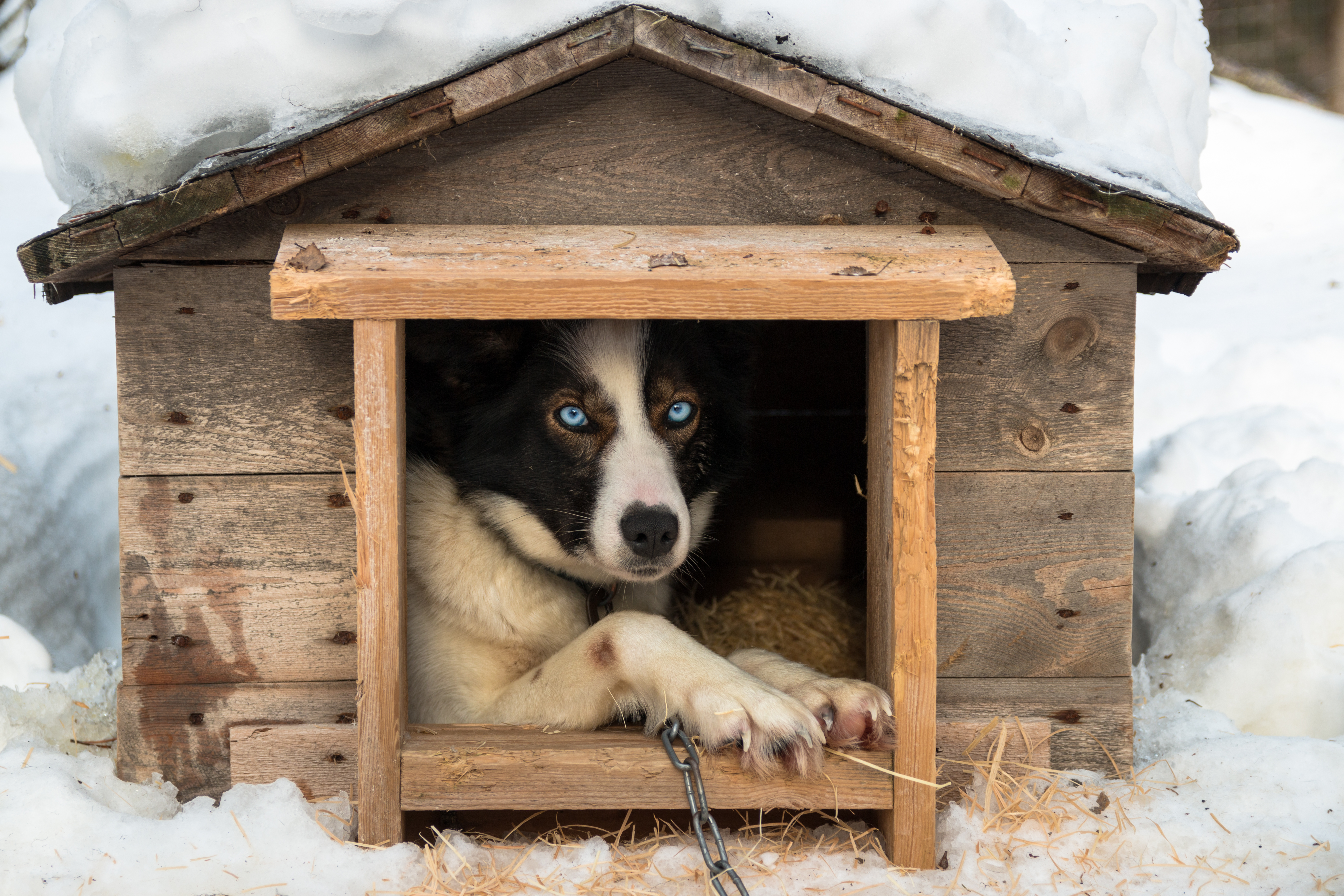
Pes v boudě

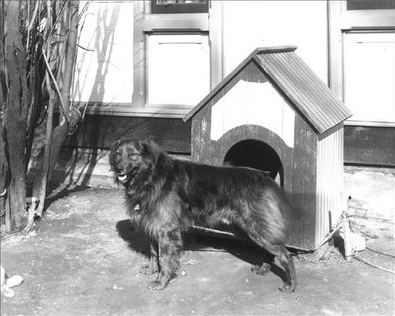
Dřevěná psí bouda i s jejím obyvatelem

Psí bouda je nejčastěji dřevěná malá budova, která slouží jako příbytek pro psa. Má za účel ho chránit před nepřízní počasí a poskytnout mu místo, kde může nerušeně spát. Nejdůležitější ze všeho je správně zvolit velikost boudy. Když bude malá, pes se v ní bude cítit stísněně. Když bude naopak moc velká, pes si ji dobře nezadýchá a bude mu zima. Velikost boudy se odvíjí od velikosti psa, důležitá je především výška psa v kohoutku a výška sedícího psa měřená od vrcholku hlavy k zemi. Z těchto údajů lze vypočítat minimální vnitřní rozměry psí boudy.
Na každý centimetr výšky psa připadá zhruba 91,5 cm² plochy. Například pes měřící v kohoutku 60 cm potřebuje prostor na spaní o minimální rozloze 5486 cm². Výšku vnitřních rozměrů boudy se stanoví z výšky sedícího psa a přičte 3 – 5 cm. Například pes o výšce 60 cm bude mít přibližnou výšku v sedě 68 cm. Přidá se tedy 5 cm a výška prostoru na spaní by měla být 73 cm. Celková výška boudy potom bude 90 cm.
Psí bouda by měla stát na podsadě nebo nožkách, aby do ní od země nestoupala vlhkost a měla by být dostatečně zateplená a to ideálně ze všech stran. Izolační vrstva by měla mít tloušťku ideálně 5 cm. Je možné vybavit boudu pro psa vytápěním. Pokud je bouda vybavena předsíní, tak ta by měla být odnímatelná pro lepší čištění a větší komfort v létě. Umístíme ji na chráněné místo do polostínu, tak aby nestála v průvanu nebo na celodenním přímém slunci.
Pro nátěr psí boudy je potřeba používat netoxické barvy a nátěr opakovat přibližně každé tři roky.